# Joachim Caesar (Übersetzer)
Joachim Caesar (auch: Aeschacius Major oder Aeschacius Major Dobreboranus, Caesar von Jo(a)chimsthal, Caesar de Salis valle Joachimici, Pahsch Basteln von der Sohle; geboren um 1580 in Halle; gestorben 1648) war ein deutscher Jurist, Übersetzer französischer, italienischer und spanischer Literatur und Autor von Gelegenheitsdichtungen.

## Leben
Caesar war der Sohn von Christoph Caesar, seit 1583 der Rektor des lutherischen Gymnasiums in Halle.
Er wurde schon 1588 (pro forma) an der Universität Leipzig immatrikuliert, 1604 leistete er in Leipzig und 1605 in Jena den akademischen Eid. Um 1617 unternahm er eine Bildungsreise durch Frankreich, Italien und Spanien, wo er von Joaquín Vicente Soler, einem sehr gebildeten und polyglotten Mann, im Spanischen unterwiesen wurde. Ab 1622 hielt er sich wieder in Halle auf, war später vielleicht Hof- und Justizrat in Magdeburg und stand 1628 vermutlich in den Diensten von Anton Günther, Graf von Oldenburg.
Über sein Leben ist relativ wenig bekannt, da seine Bedeutung als Verfasser der ersten deutschen (Teil-)Übersetzung des Don Quijote erst 1933 von Hermann Tiemann erkannt wurde, dem es gelang, durch Stilvergleiche und die Untersuchung von Messkatalognotizen das Pseudonym Pahsch Basteln von der Sohle aufzulösen und Joachim Caesar zuzuordnen.

## Übersetzungen
Als Übersetzer trat Caesar erstmals 1612 bzw. 1615 in Erscheinung, als er zunächst eine lateinische und dann eine deutsche Übersetzung ausgewählter Novellen des Italieners Matteo Bandello vorlegte. Die Übersetzungen basierten auf französischen Bearbeitungen von Pierre Boaistuau und François de Belleforest. Weitere Übersetzungen zweier kleinerer Schriften direkt aus dem Italienischen folgten 1624 und 1628.

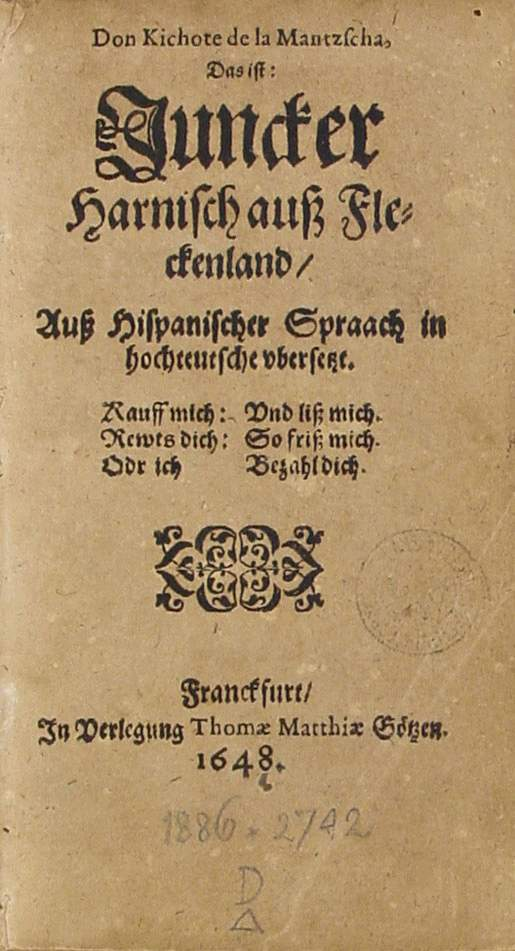
Titelblatt der Don Quijote-Übersetzung von 1648

Von Bedeutung sind aber vor allem die Übersetzungen zweier spanischer Werke. 1622 übersetzte Caesar den „Berufsberater“ Examen de ingenios para las sciencias von Juan Huarte de San Juan ins Lateinische. Die Übersetzung der von der römisch-katholischen Kirche indizierten Schrift erschien unter dem Pseudonym Aeschacius Major.
Seine wichtigste Übersetzung, nämlich die des Don Quijote von Miguel de Cervantes Saavedra ins Deutsche, war schon 1621 und 1624 angekündigt worden, erschien jedoch erst 1648, möglicherweise postum. Diese erste deutsche Übersetzung des Werkes überhaupt umfasste die Kapitel 1 bis 23 (von 52) und erschien unter dem Titel Don Kichote de la Mantzscha, das ist: Juncker Harnisch auß Fleckenland. Caesar verbarg sich hier unter dem Pseudonym Pahsch Basteln von der Sohle, das wie gesagt erst 1933 aufgelöst werden konnte. Die übersetzungstechnischen Überlegungen Caesars in der Vorrede stellen einen wichtigen Beitrag zur Übersetzungstheorie des 17. Jahrhunderts dar.
Neben seinen Übersetzungen veröffentlichte Caesar ein Hochzeitsgedicht (1603) und zwei akademische Schriften (1605).

## Werke
Übersetzungen
- Matteo Bandello: Rationis et adpetitus pugna, h. e. de amore Edoardi III., regis Angliae, et elipsiae historia, quam ad Famae fanum. Halle 1612.
- Matteo Bandello: Glücks und Liebes-Kampff : Gantz klegliche Tragoedi/ in fünff LiebesHistorien eingetheilet/ Darinnen gleich mit lebendigen Mahlersfarben die eigenschafft/ süsse/ bitterkeit/ Wollust und schmertzen der Liebe […] nicht ohne seufftzen und mitleiden zu lesen/ und aus warhafftigen gewissen Historien gezogen / Jetzo wiederumb ans Liecht gebracht Durch Aeschacium Maiorem. Nerlich, Leipzig 1615, Digitalisat. Enthält[3]:
  - Edward König von England (II, 37)
  - Mahomet und Hyrenea (I, 10)
  - Rohmeo und Julieta (II, 9)
  - Die Ehebrecherin, die mit dem Leichnam ihres Buhlen eingemauert wird (II, 12)
  - Didaco und Violenta (I, 42)
- Thrasonum Fastus : ex Italico in latiarem versus, hac vice prioribus tantum scenis tribus comice exhibitus / opera Caesaris de Salis valle Joachimici. Halle 1624.[4]
- Fulvio Pacciani: RegierKunst : Mit nützlichem Register der denckwürdigsten RegimentsPuncten zu End des Buchs [Fulvius Paschahn] / Aus Wällischer Sprach in hochdeutsche ubersetzt durch Caesarn von Jochimsthal. Leipzig 1628, Digitalisat (Übersetzung der Arte di governare i popoli von Fulvio Pacciani).
- Juan Huarte de San Juan: Scrutinium ingeniorum pro iis, qui excellere cupiunt; perpetua linquae castellanae translatione latinitate donatum interprete Aeschacio Maiore. Leipzig 1622, Digitalisat. Weitere Auflagen: Jena 1637 und Jena 1663.
- Miguel de Cervantes Saavedra: Don Kichote de la Mantzscha, Das ist: Juncker Harnisch auß Fleckenland / Auß Hispanischer Spraach in hochteutsche vbersetzt. […] Durch Pahsch Basteln von der Sohle. Götze, Frankfurt a. M. 1648. Weitere Ausgabe: Ilssner, Frankfurt a. M. 1669, Digitalisat. Nachdruck: Friederichsen, Hamburg 1928.

Schriften
- Euphēmiai gamikai in solennitatem nuptiarum clarissimi pietate, virtute, doctrina et fide viri Dn. Friderici Titeli et lectissimae moratissimaeque, virginis Annae, amplissimi, prudentissimi et spectatissimi viri Dn. Iacobi Michaelis Mylbecci […] filiae. Halle 1603, Digitalisat.
- Disputatio De Testamentis / Quam […] Sub Praesidio Dn. Martini Benckendorffii […] Exercitii gratiâ pro virili defendet Joachimus Caesar. Jena 1605, Digitalisat.
- Disputatio De L. Aquilia, Injuriis Et Impropriis Delictis / Quam […] Sub Praesidio Dn. Martini Benckendorffii […] defendet Joachimus Caesar. Jena 1605.